# Corvus validus
Corvus validus là một loài chim trong họ Corvidae.